# Noord-Vietnam (regio)

Regio's van Vietnam. Het Noordwesten (geel), het Noordoosten (oranje) en de Rode Rivierdelta (rood) bevinden zich in Noord-Vietnam.

Noord-Vietnam is een van de drie regio's waarin Vietnam onderverdeeld is. De naam moet niet verward worden met de historische staat Noord-Vietnam.
De ligging van de regio Noord-Vietnam komt ongeveer overeen met het vroegere Tonkin.
De regio wordt in drieën gedeeld en bestaat uit 23 provincies en 2 gemeentes op provincieniveau:
- Noordwestelijke regio (Tây Bắc Bộ): Điện Biên, Hòa Bình, Lai Châu, Sơn La, Lào Cai en Yên Bái
- Noordoostelijke regio (Đông Bắc Bộ): Bắc Giang, Bắc Kạn, Cao Bằng, Hà Giang, Lạng Sơn, Phú Thọ, Quảng Ninh, Thái Nguyên en Tuyên Quang
- Rode Rivierdeltaregio (Đồng Bằng Sông Hồng): Bắc Ninh, Hà Nam, Hải Dương, Hưng Yên, Nam Định, Ninh Bình, Thái Bình, Vĩnh Phúc en de zelfstandige gemeentes Hanoi en Hải Phòng